# (414) Liriope
Pour les articles homonymes, voir Liriope.
(414) Liriope ou (414) Liriopé est un astéroïde de la ceinture principale découvert par Auguste Charlois le 16 janvier 1896.
L’astéroïde a été nommé d’après Liriope, une nymphe d’eau dans la mythologie grecque et romaine.